# Dunajské trstiny
Dunajské trstiny este o arie protejată (arie specială de conservare — SAC, sit de importanță comunitară — SCI) din Slovacia întinsă pe o suprafață de 169,2 ha, integral pe uscat.

## Localizare
Centrul sitului Dunajské trstiny este situat la coordonatele 47°46′23″N 17°51′08″E / 47.773056°N 17.852222°E.

## Înființare
Situl Dunajské trstiny a fost declarat sit de importanță comunitară în aprilie 2004 pentru a proteja 3 specii de animale. Situl a fost protejat și ca arie specială de conservare în martie 2004.

## Biodiversitate
Situată în ecoregiunea panonică, aria protejată conține 5 habitate naturale: Pajiști aluvionare inundabile, de Cnidion dubii, Liziere de ierburi înalte hidrofile de câmpie și de nivel montan până la alpin, Păduri mixte riverane de Quercus robur, Ulmus laevis și Ulmus minor, Fraxinus excelsior sau Fraxinus angustifolia, de-a lungul marilor râuri (Ulmenion minoris), Fânețe de joasă altitudine (Alopecurus pratensis, Sanguisorba officinalis), Lacuri eutrofice naturale cu vegetație de tip Magnopotamion sau Hydrocharition.
La baza desemnării sitului se află mai multe specii protejate:
- amfibieni (1): buhai de baltă cu burta roșie (Bombina bombina)
- mamifere (2): vidră de râu (Lutra lutra), Microtus oeconomus mehelyi

Pe lângă speciile protejate, pe teritoriul sitului au mai fost identificate 1 specie de amfibieni, 2 specii de reptile.